# Omni-Man
Omni-Man (Nolan Grayson) es un supervillano  ficticio del universo de Image Comics. Omni-Man es el padre de Invencible y un miembro de la raza Viltrumita, una especie humanoide de origen extraterrestre que posee fuerza sobrehumana, supervelocidad, inmortalidad vital y vuelo. Como es habitual en los hombres viltrumitas Omni-Man luce un gran bigote.
En 2009, Omni-Man fue clasificado por IGN como el 93.er mejor villano de los cómics de todos los tiempos. El sitio web citó su carismático bigote en su clasificación.
En la serie de televisión de Invencible, Omni-Man tiene la voz de J.K. Simmons.

## Biografía del personaje de ficción
Omni-Man llegó a la Tierra en la década de 1980, donde acabó adoptando la identidad secreta de un autor de best-sellers llamado Nolan Grayson. Se casó con una mujer a la que había salvado la vida, llamada Debbie, y ambos tuvieron un hijo, Mark Grayson. Más tarde se reveló que Nolan había sido enviado a la Tierra como conquistador del Imperio Viltrumita, una revelación que contrastaba con sus anteriores afirmaciones de que su presencia era para hacer avanzar la tecnología humana y proteger la Tierra de los peligros extraterrestres. Poco después, en un enfrentamiento, Omni-Man golpeó a Mark hasta dejarlo moribundo y huyó del planeta, justo antes de irse le dice a Mark ya moribundo: «¿Por qué me obligaste a hacer esto? Estás luchando para poder ver morir a todos los que te rodean ¡Piensa, Mark!».
Además, se describe que Nolan estuvo escapando del sistema solar por una dura semana, este había encontrado un nuevo planeta sobre el que gobernar, con la esperanza de compensar algunas de las consecuencias de su fracaso terrenal. Sin embargo, el ascenso de Nolan al poder fue totalmente pacífico. La costumbre de los habitantes nativos, los alienígenas mantis (un pueblo insectoide que vive enteramente en un lapso de nueve meses), era simplemente elegir al más viejo de ellos para que actuara como su líder. Además, al igual que en la Tierra, Nolan se ha casado con una nativa, Andressa, y ha engendrado un segundo hijo, Oliver (que posteriormente comienza a utilizar el nombre en clave "Kid Omni-Man" cuando acompaña a Invencible de vuelta a la Tierra). Sin embargo, las diferencias genéticas entre los viltrumitas y los mantis eran más evidentes que con los humanos. Esto hizo que el niño envejeciera mucho más lentamente que la especie de su madre, pero mucho más rápido que la de su padre.
Los intentos de Omni-Man por apaciguar al Imperio Viltrumita acabaron en fracaso con su derrota y captura a manos de su propio pueblo. Estuvo cautivo en una prisión hasta que el Imperio pudo enviar a los verdugos viltrumitas necesarios. Sus palabras de despedida a Mark fueron: "Lee mis libros, Mark. Mis libros..." En una conversación con su sastre Arthur Rosenbaum, Mark se entera de que los libros a los que se refería Nolan no eran sus conocidos libros de viajes, sino una serie de "novelas" de ciencia ficción fallidas. Aunque Arthur sospechaba que las historias eran folclore viltrumita, Mark no tardó en darse cuenta de que, en realidad, eran relatos en primera persona de las propias misiones de Nolan para destruir posibles amenazas al Imperio viltrumita, que podrían proporcionar los secretos para derrotar a los viltrumitas.
Más tarde es salvado el día de su ejecución por Allen el Extraterrestre, a quien accede a revelar el "secreto": Los viltrumitas son una raza casi extinta, de la que quedan menos de cincuenta individuos capaces de sangre pura. Envalentonado por la increíble fuerza demostrada por su nuevo aliado, ambos inician una aventura para erradicar la supremacía de Viltrum. Embarcándose en aventuras a través de la galaxia, reúnen armas y aliados que les darán ventaja sobre los viltrumitas, antes de regresar a la Tierra para recoger a Mark y Oliver. El campeón viltrumita Conquest, un viejo enemigo de Invincible, les acecha y muere en la batalla, pero no antes de que Mark resulte gravemente herido. Nolan pasa los meses siguientes estableciendo vínculos con Oliver mientras Mark se cura.
En la batalla final de la guerra, la coalición antiviltrumita sale victoriosa, destruyendo el mundo natal viltrumita y dispersando a sus enemigos, aunque Nolan resulta gravemente herido por el regente viltrumita Thragg, que reubica en secreto a los miembros supervivientes de su raza en la Tierra, planeando cruzarse con los humanos para reconstruir el imperio de forma encubierta. Las tensiones aumentan cuando Thragg descubre que Nolan es descendiente del rey viltrimute fallecido hace tiempo y, por tanto, heredero del trono, lo que provoca una feroz batalla entre ambos. Aunque Nolan es vencido, los viltrumitas lo reconocen y se unen a él, obligando a Thragg a huir. Posteriormente, Nolan es coronado como gobernante del Imperio Viltrumita.
Nolan Grayson consigue pasar por alto a los viltrumitas en la Tierra, y ve cómo los viltrumitas han cambiado para mejor y ven la Tierra como su nuevo hogar. Nolan se entera de que Anissa violó a Mark, y se entristece por la muerte de Oliver. Mark acuerda con Allen el Alienígena enviar a sus Viltrumitas contra Thragg, y en la batalla Nolan es herido mortalmente por Thragg. En sus últimas palabras en su lecho de muerte, Nolan Grayson nombra a Invencible como su sucesor para ser el Emperador de los Viltrumitas. En el futuro, su nieto (Marky) visita la tumba de Nolan y promete estar a la altura del legado de su padre.

## Poderes y habilidades
Omni-Man posee una fuerza, una resistencia y un aguante sobrehumanos, una invulnerabilidad excepcional, un factor de curación mejorado, un envejecimiento desacelerado, un vuelo de alta velocidad, viajes interestelares y una genética dominante.

## En otros medios de comunicación
Omni-Man aparece en la serie de televisión Invencible con la voz de J.K. Simmons.
Es elegido para ser un personaje invitado DLC del Kombat Pack en Mortal Kombat 1.